# Zemmix
Zemmix（재믹스 ゼミクス）は、大宇電子が1985年から1995年にかけて韓国で展開したゲーム機のブランド。「재믹스」とは「楽しみ」を意味する재미있다(チェミイッタ)とMSXの合成語である。
1990年以降の大宇電子は日本電気ホームエレクトロニクス (NEC-HE) のHE-SYSTEM（PCエンジン）のOEMもZemmixブランドで発売するようになった。本稿では主に大宇電子がMSXを基にして独自開発したゲーム機について記述する。

## 概要
Zemmixとは、韓国の大手電機メーカーでありMSX規格にも参入した大宇電子がMSX規格に基づいて独自開発したゲーム機である。MSX規格のハードを簡素化して、コントローラでプレイするROMゲーム専用機としたものであり、1985年から1995年にかけてMSX1、MSX2、MSX2+の各世代に渡って製造された。ソフトウェアは当時の韓国に法的保護がなかったことから、日本でMSX用として発売されたソフトの海賊版が氾濫した。
なお、ソフトラインナップも、MSXに留まらず、それらとの同一性能機種であるSC-3000（SG-1000）や、コレコビジョンからベタ移植された作品も存在した。
初代ZemmixからZemmix VまではMSX1をベースにしており、中身は同社が製造しているMSX1と同じチップセットで構成された純然たるMSXであるが、製品自体はMSXの非ライセンス製品で、あくまでも独自仕様のゲーム機の扱いである。ソフトを挿さずに起動するとブランク画面が表示されるが、実際にはBASICが起動していて、キーボードを接続不可にして、なおかつ表示色を全て黒にすることで隠蔽している。
Zemmix Super VはMSX2ベースで、本製品から正式にMSXのライセンス製品となり、本体にもMSXマークが入るようになった。BASICが起動してオプションでキーボードも接続できることから、最低限のMSX2としての要件も満たしている。起動時の表示はZemmix Super Vのロゴに変更されている。拡張性はカートリッジスロットで接続できるものに限られる。スロット数は標準で1スロットだが2スロットに拡張するアダプタがZeminaから発売された。
Zemmix TurboははVDPにV9958を搭載しており、日本国外のメーカーの製品として唯一MSX2+以降と互換性のあるハードである。ただし搭載されているMSX-BASICはバージョン2.0のままで、MSX2+相当として動作するのは、ソフトウェアが直接VDPを操作する場合のみである。TURBOボタンが付いており、押すことでソフトが高速で動作する。
他国同様に韓国でも1980年代前半に繰り広げられたホビーパソコンの熾烈なシェア争いの結果、韓国ではApple IIとMSXが生き残ったが、特にMSXに注力した大宇電子が1985年に投入したゲーム専用機Zemmixは大々的なCM効果もあり1980年代後半の韓国ゲーム市場で寡占的な影響力を持った。しかし1989年にライバルの三星電子がセガと提携しマスターシステムのOEM機を、現代電子も任天堂と提携してNintendo Entertainment SystemのOEM機を市場に投入したことで、そのシェアを失う。1990年にはZemmix（大宇電子製ゲーム機）のラインナップにPCエンジンシャトルのOEM機が加わるが、PCエンジンコアグラフィックス以降の世代のPCエンジン（HE-SYSTEM）はヘテ電子がハドソンとの共同開発によるHE-SYSTEMの独自機種を取り扱うようになったこともあり、結局大宇電子は1995年までMSXを基にした独自路線のゲーム機を販売し続けた。
Zemmix普及以前の韓国では、パソコンやゲーム機はごく少数のマニアのものであり、ソフトもハッカー集団が製作した物をショップに持ち込んで直接取引きするなど、80年代初期の日本とほぼ同じ状況であった。リリースされるソフトはその全てが既存のソフトの非ライセンス移植か盗作であったが、1985年のZemmix登場による家庭へのゲーム機（パソコン）の普及と、1987年のソフトウェア著作権保護法によるパクリゲームの禁止により、1987年には韓国史上初のオリジナルRPG『신검(神劍)의 전설(傳説)』（Apple II用）がApromanからリリースされるなど、韓国のゲーム産業は順調に発展してゆくことになる。
日本では「MSXマガジン」1986年8月号の特集記事『韓国・香港MSX事情』で、ソウル市内の大宇ショールームに展示されているCPC-50が紹介された。

## ハードウェア

### 仕様
- カートリッジスロット×1
- 外部入力端子

コントローラA, コントローラB, ACアダプタ, キーボード接続端子（CPC-61以降）
- 外部出力端子

映像（VIDEO）, 音声（AUDIO）, RF

### 製造モデル
すべてのモデルはNTSC規格に対応している。

#### MSX1規格と互換性のあるモデル
- CPC-50 (Zemmix)[1]

1985年発売。MSX用の汎用チップで構成されておりRAM容量は8KB。コントローラはMSX初期で主流であった操縦桿型。ACアダプタ付属で電源スイッチはACアダプタ上にある。
カラーバリエーションは白地にカートリッジスロット部分が緑またはピンクの2種類。
MSXマガジン1986年8月号で、韓国デーウーのショールームに展示された本機が紹介されている。
- CPC-50A (Zemmix)

1986年発売。CPC-50のマイナーチェンジ版で、チップ構成がデーウーが独自開発したMSX用のカスタムチップに変更されている。
外観はCPC-50と同じだが、ACアダプタはCPC-50の物は使用不可。
- CPC-50B (Zemmix)

1987年発売。RAM容量が64KBに増強されたモデル。カラーリングが変更され本体上のロゴもアルファベット表記の「ZEMMIX」からハングル表記の「재믹스」に変更された。
カラーバリエーションはダークブルーの本体にスロット部分がイエローと、ピンク色の本体にスロット部分がライトブルーの2種類。
- CPC-51R/51W/51B (Zemmix V)[1]

1988年発売。CPC-50Bの形状を変更したモデル。本体が丸みを帯びたホームベース型になり、上から見るとカブトガニのようにも見える。電源が内蔵されACアダプタが不要になる。
カラーバリエーションは初期は赤地に両サイドが黒(R)のカラーリングのみで「赤パンツ」や「スーパーマンパンツ」などと呼ばれた。後に白地に両サイドがシルバー(W)、黒地に両サイドがライトブルーとイエロー(B)のカラーリングが追加された。型番末尾のアルファベットで判別できる。例えば型番「CPC-51W」はホワイト&シルバー。
コントローラーは日本のアーケードスティックと同形状の物に変更された。底面に吸盤が付いていて固定できるようになっている。
一番普及したモデルと言われており、Zammix NeoやZemmix Miniも、このモデルがベースになっている。
本体底面に拡張端子があり、ここに接続するキーボードが発売予定だったが、結局発売されなかった。
- DTX-1493FW (Zemmix SuperBoy)

1989年発売。Zemmix内蔵テレビ。ゼネラルが日本で発売したMSX内蔵テレビ「PAXON」に似ているがキーボードは接続できない。
RAM 32KB搭載。内部でRGB出力されており画面は鮮明に表示される。

#### MSX2規格と互換性のあるモデル
- CPC-61W/61B (Zemmix Super V)[1]

1990年発売。このモデルからMSX-BASICが正式にサポートされ、オプションのキーボードを接続することでMSX-BASICの使用が可能。
本体を起動するとMSXロゴの代わりにZemmix Super Vのロゴが表示される。付属のコントローラはパッド型で連射機能を搭載。
カラーバリエーションは白地にスロット部分がピンク(W)と、黒地にスロット部分が赤(B)の2種類。
Zemmixの上位モデルとして投入されMSX2コンピュータとしても使用できることが大々的にアピールされたが、下位モデルのZemmixの方が価格が手頃でゲームの数もMSX1ベースの物が圧倒的に多かったことから、ゲーム機としては依然旧型のZemmixが支持され、本モデルは教育ソフトを充実させて教育用として販路を見いだすこととなった。

#### MSX2+規格と互換性のあるモデル
- CPG-120 (Zemmix Turbo)[1]

1991年発売。前年より大宇電子がOEMしていたPCエンジンシャトルに酷似したデザインだがPCエンジンとの互換性はない。
VDP9958を搭載しているが、MSX-BASICは2.0のまま。MSX-MUSIC搭載。

#### （PCエンジンのOEM）
- CPG-100 (Zemmix PC Shuttle）

1990年発売。PCエンジンシャトルのOEM

#### その他
- CPC-330K (KOBO)[1]

1988年発売。MSX2ベースの幼児向け教育用コンピュータ。
製品には本体（キーボード一体型）、モニター、引き出し付きのモニター台、操縦桿型ジョイスティック、ボタンコントローラ、ソフトウェアカートリッジが含まれる。
キーボードはTRONキーボードに似た独自配列になっている。カートリッジスロットの他に、パラレルポート、拡張バス、CMTインターフェースを搭載していて、普通のMSX2としても使用可能。

### 周辺機器

#### 大宇電子
- CPJ-905: MSX ジョイスティック （CPC-51用）- 本体色と同系統の3種類のカラーリングがラインナップされた
- CPJ-600: MSX ジョイパッド （CPC-61用） - 連射機能付き
- CPK-30: 外付けキーボード （CPC-61用） - テンキー無し、MSX-BASICのマニュアルが付属
- CPJ-102K: MSX コントローラ （CPC-330K用） - 操縦桿型
- CPK-31K: ボタンコントローラ （CPC-330K用） - ★や●などの形のボタンを搭載した教育用コントローラ

#### ZEMINA
- A Keyboard & Cartridge port divider [2]
- The Zemina Music Box[3]

MSX-MUSIC音源単体のカートロッジ。拡張BASICは未搭載。
- An MSX2 Upgrade Kit[2]
- A Zemmix PC card[2]
- MSX RAM expansion cards[4]
- A 'Family Card' that allows the user to play Famicom games on the Zemmix[5]

MSXでファミコンソフトを動かすアダプター。中身はMSX本体から電源とコントローラー入力を受け取るファミコンそのものである。スタートボタンとセレクトボタンは本体上に設けられている。
- Zemina Bio Card

SRAMを搭載していてテープからROMイメージをロードしてプレイ出来る（いわゆるマジコン）。1Mbit版と2Mbit版がある。

#### PROSOFT
- PROSTICK

## ソフトウェア
上述のとおり、Zemmix用ゲームは他のMSX用ゲームとほぼ完全な互換性を有しているが、ここではZemmixブランド向けにソフトを供給していたメーカーを列挙する。1987年のソフトウェア著作権保護法施行前の韓国においては、大手メーカーと言えど日本製MSX用ソフトの海賊版が製品の殆どで、その傍らで知的財産権に対する意識に乏しいハッカー上がりのクリエイターが製作した作品をわずかにリリースしたのみである。それも韓国以外では販売できないようなクローンゲームや非ライセンス移植作が主だが、例えばTopia『Legendly Knight』（『魔城伝説II ガリウスの迷宮』のクローンゲーム）やZemina『Double Dragon』（『ダブルドラゴン』の非ライセンス移植）などを製作した高校生ハッカーが後にファンタグラムを設立するなど、1980年代後半の韓国におけるMSX機の隆盛は後の韓国のソフトウェア産業の礎を築くことに貢献した。
- Aproman
- Boram
- Clover
- Daou Infosys
- FA Soft
- Mirinae
- Prosoft
- Screen
- Topia
- Uttum
- Zemina

上記の殆どが海賊版ソフトのメーカー名部分を書き換えるために便宜上用意されたブランド名である。同一のソフトが複数ブランドで発売されているケースもあり、同じメーカーが複数の名義を使い分けていた可能性もある。

## Zemmix Neo
2013年、有志によりZemmixをFPGAで復元する「Zemmix Neo」プロジェクトが韓国で発足、限定100台で5月に販売された。ハードウェアはMSX2+ベースとなっており、カートリッジスロット2基とジョイポートの他、PS/2キーボードコネクタ、USBポート、SDカードスロットを装備している。実体は日本で発売された1チップMSXをベースに、ファームウェアをZemmix仕様にカスタマイズしたものである。

## Zemmix mini
2019年、韓国のロッテマートが正式ライセンスを得た「Zemmix mini」を発売。4月18日にトイザらスオンラインモールで予約受付を開始し、4月19日に蚕室のロッテマートワールド内にあるトイザらスワールド店にて500台限定で販売された。
ゼミックスミニ本体、ジョイスティック、ドッキングステーションで構成されている。本体に10本のゲームを内蔵するほか、本体をドッキングステーションにドッキングさせることで実機のカートリッジをプレイすることも可能。
本体はRaspberry PIベースのシステムで、ハードウェア的にはMSX Turbo Rと互換性があるが、Turbo RのBIOSのライセンスを得られなかったためMSX2+のBIOSを積んでいる。
本体起動時に、かつてのZemmixのCMで使われていた「재믹스」字形の編隊を組んでいるパックマン・モンスター・エイリアンが撃破されてロゴ文字に変わるアニメーションが表示される。
型番はCPC-Mini。